# 梁焯辉 (1921年)
梁焯辉（1921年—），男，广东新会人，中国乒乓球教练员、研究员，曾任广州体育学院教授，中华全国体育总会副主席，第五届全国政协委员。